# Weierstraßscher Vorbereitungssatz
Der Weierstraßsche Vorbereitungssatz ist ein mathematischer Satz aus der Funktionentheorie mehrerer Veränderlicher. Er stellt einen Zusammenhang zwischen Nullstellen konvergenter Potenzreihen und Weierstraß-Polynomen her.

## Einführung und Formulierung des Satzes
Es bezeichne {\displaystyle {}_{n}{\mathcal {O}}} den Ring der konvergenten Potenzreihen um 0 in {\displaystyle n} Veränderlichen; dieser Ring ist kanonisch isomorph zum Ring der Keime holomorpher Funktionen in {\displaystyle n} Veränderlichen um den Nullpunkt.
Ein  {\displaystyle f\in {}_{n}{\mathcal {O}}} ist genau dann eine Einheit des Rings {\displaystyle {}_{n}{\mathcal {O}}}, d. h. in dem Ring invertierbar, wenn {\displaystyle f(0,\ldots ,0)\neq 0} ist, was wiederum bedeutet, dass der konstante Term der Potenzreihe von Null verschieden ist.
Jedes {\displaystyle f\in {}_{n-1}{\mathcal {O}}} kann mittels der Festlegung {\displaystyle f(z_{1},\ldots ,z_{n}):=f(z_{1},\ldots ,z_{n-1})} als Element von {\displaystyle {}_{n}{\mathcal {O}}} aufgefasst werden; hiermit wird der Ring {\displaystyle {}_{n-1}{\mathcal {O}}} zu einem Unterring von {\displaystyle {}_{n}{\mathcal {O}}}. Auch der Polynomring {\displaystyle {}_{n-1}{\mathcal {O}}[z_{n}]} ist dann ein Unterring von {\displaystyle {}_{n}{\mathcal {O}}}. Wenn im Kontext des Weierstraßschen Vorbereitungssatzes von Polynomgrad oder Grad gesprochen wird, dann ist der Grad von Elementen aus {\displaystyle {}_{n-1}{\mathcal {O}}[z_{n}]} als Polynome in {\displaystyle z_{n}} gemeint.
Ein Weierstraß-Polynom ist ein Element aus {\displaystyle {}_{n-1}{\mathcal {O}}[z_{n}]} der Form
{\displaystyle z_{n}^{m}+a_{m-1}(z_{1},\ldots ,z_{n-1})\cdot z_{n}^{m-1}+\ldots +a_{1}(z_{1},\ldots ,z_{n-1})\cdot z_{n}+a_{0}(z_{1},\ldots ,z_{n-1})}
mit konvergenten Potenzreihen {\displaystyle a_{0},a_{1},\ldots ,a_{m-1}\in {}_{n-1}{\mathcal {O}}}, die in 0 verschwinden, d. h. mit {\displaystyle a_{i}(0,\ldots ,0)=0}.
Eine Potenzreihe {\displaystyle f\in {}_{n}{\mathcal {O}}} heißt in {\displaystyle z_{n}} regulär, falls die holomorphe Funktion {\displaystyle z\mapsto f(0,\ldots ,0,z)} nicht die Nullfunktion ist, und in {\displaystyle z_{n}} regulär von der Ordnung {\displaystyle m}, falls die Funktion {\displaystyle z\mapsto f(0,\ldots ,0,z)} in 0 eine Nullstelle der Ordnung {\displaystyle m} hat.
Mit diesen Begriffsbildungen gilt der folgende Satz, genannt Weierstraßscher Vorbereitungssatz.
Sei {\displaystyle f\in {}_{n}{\mathcal {O}}} eine konvergente Potenzreihe, die in {\displaystyle z_{n}} regulär von der Ordnung {\displaystyle m} ist. Dann gibt es ein eindeutig bestimmtes Weierstraß-Polynom {\displaystyle h\in {}_{n-1}{\mathcal {O}}[z_{n}]} vom Grad {\displaystyle m} und eine eindeutig bestimmte Einheit {\displaystyle u\in {}_{n}{\mathcal {O}}} mit {\displaystyle f=u\cdot h}.

## Beweisidee
{\displaystyle f} konvergiert auf einem geeigneten Polykreis {\displaystyle \Delta (0;r_{1},\ldots ,r_{n})}. Da {\displaystyle f}  in {\displaystyle z_{n}} regulär von der Ordnung {\displaystyle m} ist, findet man {\displaystyle 0<\delta _{j}<r_{j}}, so dass die Funktion{\displaystyle z_{n}\mapsto f(z_{1},\ldots ,z_{n-1},z_{n})} für jedes feste {\displaystyle (z_{1},\ldots ,z_{n-1})\in \Delta (0;\delta _{1},\ldots ,\delta _{n-1})} genau {\displaystyle m} Nullstellen im Kreis {\displaystyle \Delta (0;\delta _{n})} hat. Diese seien mit {\displaystyle \varphi _{1}(z_{1},\ldots ,z_{n-1}),\ldots ,\varphi _{m}(z_{1},\ldots ,z_{n-1})} bezeichnet, wobei für Mehrfachnullstellen Wiederholungen auftreten. Multipliziert man
{\displaystyle h(z_{1},\ldots ,z_{n}):=\prod _{k=1}^{m}(z_{n}-\varphi _{k}(z_{1},\ldots ,z_{n-1}))}
aus, so erhält man ein Weierstraß-Polynom, das das Verlangte leistet.

## Bemerkung
Der Name Vorbereitungssatz rührt daher, dass die Potenzreihe für die Untersuchung ihrer Nullstellen vorbereitet wird. Da der Faktor {\displaystyle u} als Einheit in einer Umgebung von 0 nicht verschwindet, sind die Nullstellen in einer solchen Umgebung dieselben wie die des Weierstraß-Polynoms.
Für {\displaystyle n=1}, das heißt für holomorphe Funktionen einer Variablen, muss das Weierstraß-Polynom das normierte Monom {\displaystyle z_{1}^{m}} sein.
Es ist dann {\displaystyle f(z_{1})=u(z_{1})z_{1}^{m}} mit einer holomorphen Funktion {\displaystyle u}, die in 0 nicht verschwindet. Der Vorbereitungssatz verallgemeinert daher die Tatsache, dass eine holomorphe Funktion einer Veränderlichen mit {\displaystyle m}-facher Nullstelle in 0 als {\displaystyle u(z_{1})z_{1}^{m}} mit einer holomorphen in 0 nicht verschwindenden Funktion {\displaystyle u} geschrieben werden kann, auf {\displaystyle n} Dimensionen.
Zur Einordnung des Satzes soll noch erwähnt werden, dass sich aus ihm sehr leicht ein Satz über implizite Funktionen ergibt. Ist nämlich {\displaystyle f\in {}_{n}{\mathcal {O}}} in {\displaystyle z_{n}} regulär von erster Ordnung, so hat {\displaystyle f} nach dem Vorbereitungssatz die Form
{\displaystyle f(z_{1},\ldots ,z_{n})=u(z_{1},\ldots ,z_{n})\cdot (z_{n}-a(z_{1},\ldots ,z_{n-1}))}
mit einer holomorphen Funktion {\displaystyle a}. Da {\displaystyle u(0)\not =0}, gilt in einer Umgebung von 0
{\displaystyle f(z_{1},\ldots ,z_{n})=0\Longleftrightarrow z_{n}=a(z_{1},\ldots ,z_{n-1})}.